# Zach Edey

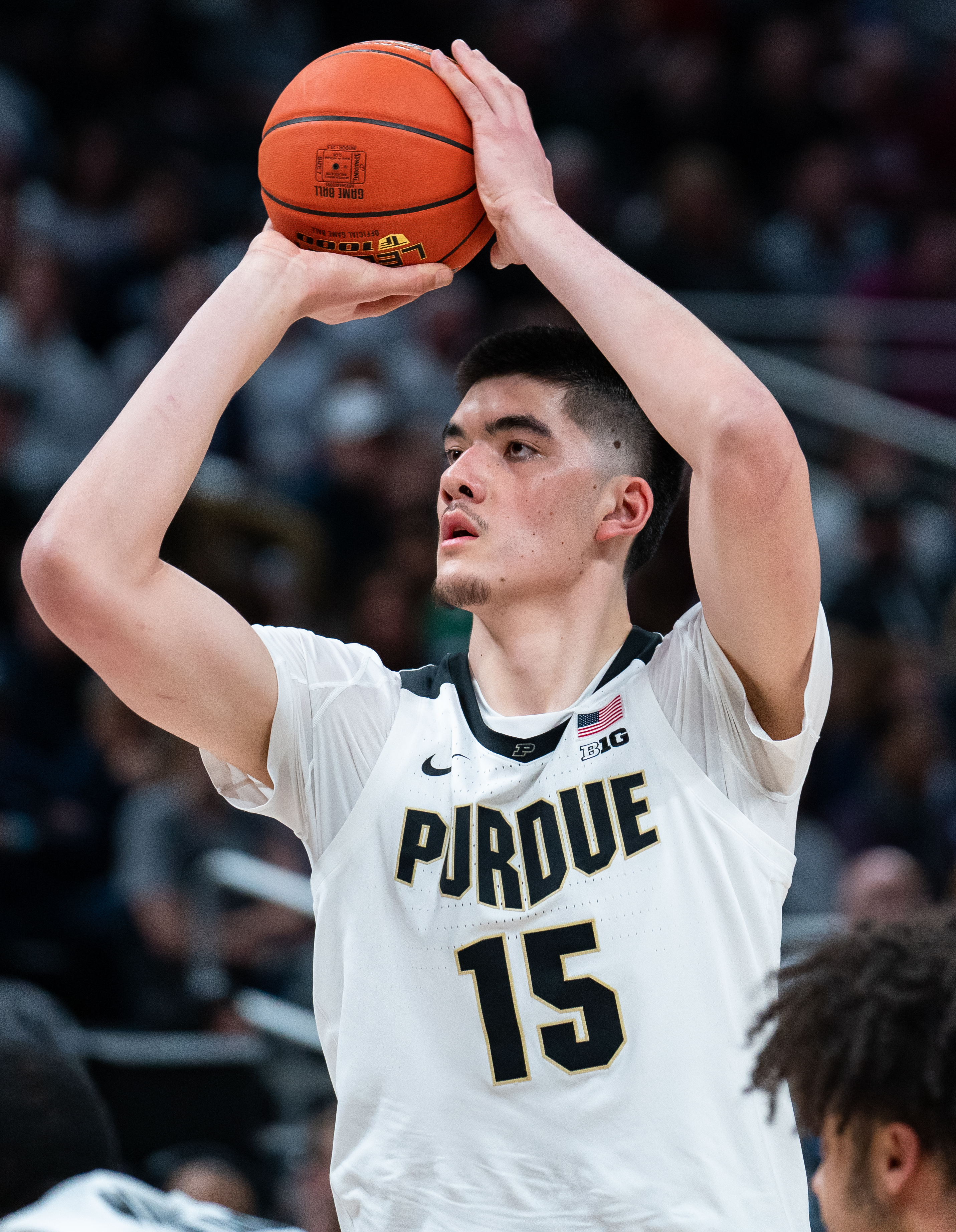
Zach Edey, 2022.

Zachry Cheyne "Zach" Edey, född 14 maj 2002 i Toronto i Ontario, är en kanadensisk professionell basketspelare (C) som spelar för Memphis Grizzlies i National Basketball Association (NBA).
Han var med och bärga, tillsammans med det kanadensiska basketlandslaget, en bronsmedalj vid världsmästerskapet i basket för herrar 2023.
Edey draftades av Memphis Grizzlies i första rundan i 2024 års draft som nionde spelare totalt.
Innan han blev proffs studerade Edey vid Purdue University och spelade för deras idrottsförening Purdue Boilermakers.